# Roy Choudhury

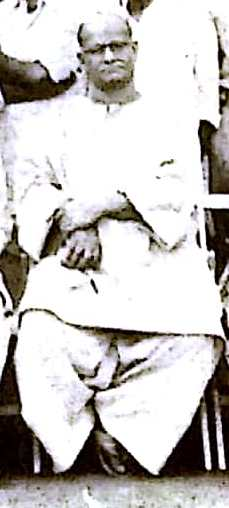
Roy Choudhury

Devi Prasad Roy Choudhury (ook wel: Roychowdhury of Roy Chowdhury) (Rangpur (tegenwoordig Bangladesh), 15 juni (?) 1899 – 15 oktober (?) 1975) was een Indiase kunstschilder, graficus en schrijver, maar vooral een beeldhouwer.
Choudhury was een leerling van Abanindranath Tagore (aquarelleren) en Hironmoy Chowdhury (beeldhouwen). Ook studeerde hij in Londen en Italië, waardoor hij zich kon bevrijden van de Bengaalse school en ook westerse elementen in zijn werk bracht. Choudhury werd vooral bekend als beeldhouwer: hij maakte monumentale en levensgrote beelden die zeer bekend zijn en in grote Indiase steden staan. Hij was de eerste Bengaalse kunstenaar die beelden in brons maakte. Hij was hoofd van de Government College of Arts and Crafts in Chennai, waar hij onder meer les gaf aan Paritosh Sen, Nirode Mazumdar en de beeldhouwer Prodosh Dasgupta, de initiatiefnemers van de Calcutta Group. Een andere bekende leerling van hem was Gopal Sen. Hij was zeven jaar lang de voorzitter van de Lalit Kala Akademi in New Delhi (1954-1960).

## Musea
Zijn werk bevindt zich onder meer in de National Gallery of Modern Art in New Delhi en Chennai Government Museum.